# Luis Pérez Raygoza
Luis Manuel Pérez Raygoza (ur. 21 sierpnia 1973 w Meksyku) – meksykański duchowny katolicki, biskup pomocniczy Miasta Meksyk od 2020.

## Życiorys

### Prezbiterat
Święcenia kapłańskie otrzymał 13 maja 2000 i został inkardynowany do archidiecezji meksykańskiej. Pracował głównie w stołecznym seminarium (m.in. jako prefekt oraz jako koordynator działu ds. duchowości). Był także m.in. proboszczem parafii św. Jacka oraz wikariuszem biskupim dla ówczesnego Wikariatu bł. Michała Augustyna Pro.

### Episkopat
25 stycznia 2020 papież Franciszek mianował go biskupem pomocniczym archidiecezji meksykańskiej, ze stolicą tytularną Suava. Sakry udzielił mu 19 marca 2020 kardynał Carlos Aguiar Retes.